# 陈进平
陈进平（1955年—），湖北应城人，汉族，中华人民共和国政治人物、第十二届全国人民代表大会浙江地区代表。
毕业于中央党校经济管理专业，加入中国共产党。歷任武警河南、浙江省總隊司令員，武警少將。